# Chiesa cattolica in Guinea-Bissau

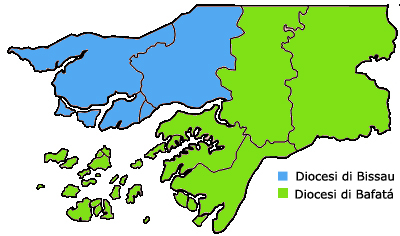
Mappa delle diocesi cattoliche della Guinea-Bissau.

La Chiesa cattolica in Guinea-Bissau è parte della Chiesa cattolica universale in comunione con il vescovo di Roma, il papa.

## Storia
L'evangelizzazione dei territori dell'attuale Guinea-Bissau fu opera dei francescani portoghesi. A lungo questi territori furono soggetti alla diocesi di Santiago di Capo Verde, finché nel 1940 essi ne vennero distaccati per formare la missione sui iuris della Guinea portoghese, da cui ebbe origine l'odierna diocesi di Bissau.
Quando fu stabilita la missione i francescani portoghesi furono gli unici ad accettare di farsi carico della colonia, che mancava dei mezzi di sussistenza e assistenza sanitaria ed era piagata dalla malaria, ma l'azione pastorale si limitò all'assistenza dei portoghesi che vivono nella cittadine lungo la costa. Nonostante cinque secoli di dominazione portoghese, le popolazioni locali non erano state evangelizzate. Solo alcuni meticci e indigeni assimilati ai portoghesi, si erano fatti «cristón», pur rimanendo quasi del tutto pagani. Avevano formato una sorta di nuova tribù. L'islam invece riusciva ad avere conversioni fra le tribù legate ai culti tradizionali. Il 25 maggio 1947 giunsero a Bissau i primi missionari non portoghesi, i padri italiani del Pontificio istituto missioni estere. Avrebbero voluto rivolgere la loro azione alla popolazione locale, ma trovarono una certa ostilità da parte dei francescani portoghesi, da cui, in forza del vigente regime del Padroado, dipendevano tutte le decisioni. I missionari italiani ricevevano una retribuzione insufficiente per far crescere la missione ed erano costretti a predicare soltanto in portoghese, lingua che non era compresa dalla popolazione locale. All'inizio degli anni 1950 la missione fu divisa in due vicarie, una a Bissau affidata ai francescani e una a Bafatá affidata al Pime. Ai missionari italiani furono attribuite la missione di Suzana tra i felupe (1952) e quella di Bubaque tra i bijagós delle isole omonime (1954). Progressivamente i missionari italiani furono lasciati liberi di predicare nelle linguae locali, tuttavia perduravano i contrasti con i francescani portoghesi.
Negli anni prima dell'indipendenza la Guinea-Bissau viveva in un clima di guerriglia, che rendeva pressoché impossibile l'evangelizzazione delle popolazioni locali, anche per gli ostacoli frapposti dalla polizia politica portoghese, la PIDE. Dopo l'indipendenza prese il potere il regime filo-sovietico e filo-cubano del Partito Africano per l'Indipendenza della Guinea e di Capo Verde, di chiara impronta comunista: nacque una dittatura ideologica e poliziesca del partito, con la statalizzazione dell'economia e dei servizi pubblici. La scuola e le organizzazioni giovanili vennero orientate ideologicamente anche verso l'ateismo di stato. Alla Chiesa vennero sottratti i servizi fino ad allora erogati a tutti i cittadini, scuole, internati, dispensari e ospedali, ma lo Stato non fu in grado di gestirli soprattutto per la mancanza di personale formato, pertanto il Paese patì penose conseguenze economiche e la qualità di vita peggiorò. Il principale problema per la Chiesa erano quello dell'insegnamento ateo nelle scuole, tuttavia il regime comunista non perseguitò la Chiesa e concesse l'ingresso di nuovi missionari. Quasi tutta la classe dirigente aveva frequentato le scuole della missione; molti erano stati mandati in Portogallo o in Italia a studiare a spese della Chiesa; alcuni missionari erano ben inseriti nelle strutture del partito e altri vollero collaborare attivamente con lo stato.
In questo modo la Chiesa ha potuto proseguire la sua opera di evangelizzazione, ma ha anche trasmesso conoscenze agricole e tecniche per il miglioramento delle condizioni di vita delle popolazioni locali, si è occupata delle strade della regione, ha promosso il valore della donna. Negli anni 1980 è tornata a gestire scuole, fra cui l'importante liceo "Giovanni XXIII" di Bissau, e strutture sanitarie, particolarmente preziose durante le epidemie di colera del 1987 e del 1994. Il 31 dicembre 1982 fu ordinato il primo sacerdote guineense, don José Câmnate na Bissign, che il 18 novembre 1999 diventerà anche il primo vescovo guineense.
Nel 1990 la Chiesa cattolica in Guinea-Bissau ha ricevuto la visita pastorale di papa Giovanni Paolo II.
Durante la guerra civile del 1998-1999 la Chiesa mediò tra le parti in lotta, cercando una risoluzione del conflitto.

## Organizzazione ecclesiastica
Il cattolicesimo è presente sul territorio con due diocesi immediatamente soggette alla Santa Sede, ossia la diocesi di Bissau eretta nel 1977, e la diocesi di Bafatá, eretta nel 2001.

## Statistiche
La Chiesa cattolica in Guinea-Bissau al termine dell'anno 2012 su una popolazione di 1.740.000 abitanti contava 202.400 battezzati, corrispondenti all'11,63% del totale.
| anno | popolazione | popolazione | popolazione | presbiteri | presbiteri | presbiteri | presbiteri                | diaconi | religiosi | religiosi | parrocchie |
| anno | battezzati  | totale      | %           | numero     | secolari   | regolari   | battezzati per presbitero | diaconi | uomini    | donne     | parrocchie |
| ---- | ----------- | ----------- | ----------- | ---------- | ---------- | ---------- | ------------------------- | ------- | --------- | --------- | ---------- |
| 2001 | 136.000     | 1.114.000   | 12,2        | 66         | 13         | 53         | 2.060                     | 0       | 64        | 83        | 22         |
| 2002 | 141.600     | 1.572.000   | 9,0         | 78         | 17         | 61         | 1.815                     | 0       | 77        | 135       | 24         |
| 2003 | 151.000     | 1.711.000   | 8,8         | 75         | 18         | 57         | 2.013                     | 0       | 76        | 134       | 29         |
| 2004 | 120.000     | 1.300.000   | 9,2         | 67         | 13         | 54         | 1.791                     | 0       | 78        | 133       | 30         |
| 2006 | 128.000     | 1.356.000   | 9,4         | 77         | 21         | 56         | 1.662                     | 0       | 77        | 134       | 35         |
| 2007 | 128.000     | 1.350.000   | 9,4         | 81         | 20         | 61         | 1.580                     | 1       | 86        | 129       | 33         |
| 2012 | 202.400     | 1.740.000   | 11,6        | 104        | 27         | 77         | 1.946                     | 1       | 98        | 147       | 36         |

## Nunziatura apostolica
La delegazione apostolica della Guinea-Bissau fu istituita il 30 dicembre 1974 con il breve apostolico Quoniam consulendi di papa Paolo VI. Il 12 luglio 1986, con l'instaurazione di relazione diplomatiche tra Santa Sede e Guinea Bissau, la delegazione apostolica è eretta in Nunziatura apostolica in forza del breve Quoniam inter di papa Giovanni Paolo II. Sede del Nunzio è Dakar in Senegal.

### Delegati apostolici
- Luigi Barbarito, arcivescovo titolare di Fiorentino (5 aprile 1975 - 18 giugno 1978 nominato pro-nunzio apostolico in Australia)
- Luigi Dossena, arcivescovo titolare di Carpi (24 ottobre 1978 - 30 dicembre 1985 nominato nunzio apostolico in Perù)
- Pablo Puente Buces, arcivescovo titolare di Macri (15 marzo 1986 - 12 luglio 1986 nominato pro-nunzio apostolico)

### Pro-nunzi apostolici
- Pablo Puente Buces, arcivescovo titolare di Macri (12 luglio 1986 - 31 luglio 1989 nominato nunzio apostolico in Libano)
- Antonio Maria Vegliò, arcivescovo titolare di Eclano (21 ottobre 1989 - dicembre 1994 nominato nunzio apostolico)

### Nunzi apostolici
- Antonio Maria Vegliò, arcivescovo titolare di Eclano (dicembre 1994 - 2 ottobre 1997 nominato nunzio apostolico in Libano e Kuwait  e delegato apostolico nella Penisola Arabica)
- Jean-Paul Aimé Gobel, arcivescovo titolare di Galazia in Campania (6 dicembre 1997 - 31 ottobre 2001 nominato nunzio apostolico in Nicaragua
- Giuseppe Pinto, arcivescovo titolare di Anglona (5 marzo 2002 - 6 dicembre 2007 nominato nunzio apostolico in Cile)
- Luis Mariano Montemayor, arcivescovo titolare di Illici (17 settembre 2008 - 22 giugno 2015 nominato nunzio apostolico nella Repubblica Democratica del Congo)
- Michael Wallace Banach, arcivescovo titolare di Memfi (22 agosto 2016 - 3 maggio 2022 nominato nunzio apostolico in Ungheria)
- Waldemar Stanisław Sommertag, arcivescovo titolare di Maastricht, dal 6 settembre 2022

## Conferenza episcopale
Guinea-Bissau non ha una Conferenza episcopale propria, ma il suo episcopato è parte della Conferenza dei Vescovi del Senegal, della Mauritania, di Capo Verde e di Guinea-Bissau (Conférence des Evêques du Sénégal, de la Mauritanie, du Cap-Vert et de Guinée-Bissau), come stabilito il 1º febbraio 1992 dal decreto Cum nuper della Congregazione per l'evangelizzazione dei popoli.
Essa è membro della Conferenza episcopale regionale dell'Africa occidentale e del Simposio delle conferenze episcopali di Africa e Madagascar.
Elenco dei presidenti della Conferenza episcopale:
- Hyacinthe Thiandoum, arcivescovo di Dakar (1970 - 1987)
- Théodore-Adrien Sarr, vescovo di Kaolack e poi arcivescovo di Dakar (1987 - 2005)
- Jean-Noël Diouf, vescovo di Tambacounda (2005 - ottobre 2012)
- Benjamin Ndiaye, vescovo di Kaolack e poi arcivescovo di Dakar (ottobre 2012 - 18 novembre 2017)
- José Câmnate na Bissign, vescovo di Bissau (18 novembre 2017 - 15 novembre 2020)
- Arlindo Gomes Furtado, vescovo di Santiago de Cabo Verde (15 novembre 2020 - novembre 2024)
- Paul Abel Mamba Diatta, vescovo di Tambacounda, dal novembre 2024

Elenco dei vicepresidenti della Conferenza episcopale:
- José Câmnate na Bissign, vescovo di Bissau (2 ottobre 2012 - 18 novembre 2017)
- Paul Abel Mamba Diatta, vescovo di Ziguinchor e poi vescovo di Tambacounda (18 novembre 2017 - novembre 2024)
- André Gueye, vescovo di Thiès poi arcivescovo di Dakar, dal novembre 2024

Elenco dei secondi vicepresidenti della Conferenza episcopale:
- André Gueye, vescovo di Thiès (18 novembre 2017 - novembre 2024)
- Ildo Augusto Dos Santos Lopes Fortes, vescovo di Mindelo, dal novembre 2024

Elenco dei segretari generali della Conferenza episcopale:
- Presbitero Augustin Thiaw, dal 2019